# Tulež
Tulež (cyr. Тулеж) – wieś w Serbii, w okręgu szumadijskim, w gminie Aranđelovac. W 2011 roku liczyła 655 mieszkańców.